# Bang Ye-dam
Dans ce nom coréen, le nom de famille, Bang, précède le nom personnel.
Bang Yedam (hangeul : 바예담, RR : BangYedam), aussi appelée Yedam (hangeul : 예담, RR : Yedam), est un chanteur, danseur et compositeur sud-coréen né le 7 mai 2002 à Séoul. Ses deux parents Bang Daesik et  Jeong Miyeong sont chanteurs. Il intègre une agence de musique, YG Entertainment en juillet 2013. En 2018, il participe au jeu télévisé YG Treasure Box. Il fait ses débuts le 7 août 2020 avec le boy group sud-coréen Treasure dont il est le chanteur principal avec leur premier single Boy. Il quitte Treasure le 8 novembre 2022.